# Koninklijke Belgische Botanische Vereniging

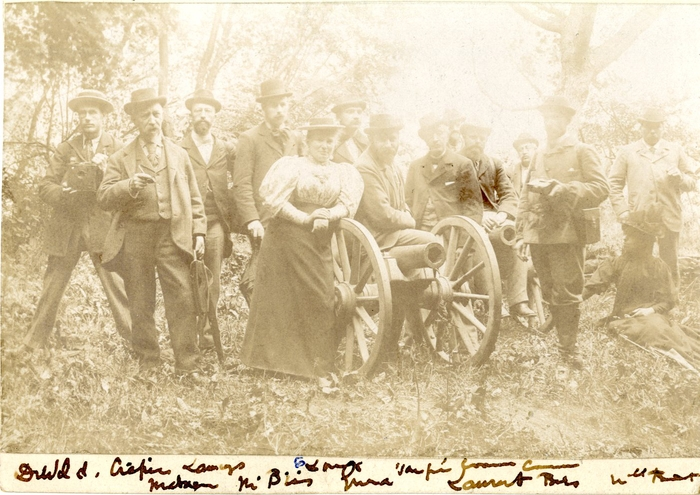
Uitstap van de KBBV in Duitsland in 1893

De Koninklijke Belgische Botanische Vereniging (KBBV) werd opgericht in 1862 en heeft als doel de plantkunde in België te bevorderen.
De vereniging stimuleert de studie van planten door wetenschappelijk onderzoek, publicaties en bijeenkomsten te ondersteunen. In het verleden organiseerde ze uiteenlopende activiteiten, en sinds 2012 is ze verantwoordelijk voor de Annual Meeting on Plant Ecology and Evolution (AMPEE). Samen met Plantentuin Meise geeft de KBBV het wetenschappelijke tijdschrift Plant Ecology and Evolution uit, dat in 2010 de Belgian Journal of Botany opvolgde. Daarnaast publiceert ze ook de Journal of Pollination Ecology. De vereniging beheert bovendien een gespecialiseerde bibliotheek, ondergebracht in de bibliotheek van Plantentuin Meise.
De leden van de KBBV zijn onder meer docenten, studenten, onderzoekers, natuurkenners en reservaatbeheerders, zowel uit België als uit het buitenland. De vereniging staat open voor iedereen met interesse in plantkunde.

## Prijzen
De vereniging kent verschillende prijzen toe aan personen die een bijzondere bijdrage hebben geleverd aan het onderzoek in de plantkunde.
- De François Crépin-prijs wordt om de drie jaar uitgereikt voor onderzoek van de flora en vegetatie van België en de aangrenzende gebieden.
- De Léo Errera-prijs wordt om de drie jaar uitgereikt voor onderzoek naar fysiologie, morfologie, moleculaire biologie of genetica van planten.
- De Émile Marchal-prijs wordt om de zes jaar uitgereikt voor onderzoek naar de mycologie, microbiologie of fytopathologie.
- De Émile De Wildeman-prijs wordt om de drie jaar uitgereikt voor onderzoek naar de tropische (Afrikaanse) plantkunde.
- De Young Botanist-prijs wordt uitgereikt voor de beste master thesis in de plantkunde.

## Activiteiten
De vereniging organiseert regelmatig activiteiten ter bevordering van wetenschappelijk onderzoek in de plantkunde.
- AMPEE 8, 7 november 2025, Plantentuin Meise[5]
- AMPEE 7, 14 november 2023, Université de Liège[6]
- AMPEE 6, 29 september 2022, Plantentuin Meise[7]
- AMPEE 5, 29 november 2019, Plantentuin Meise[8]
- AMPEE 4, 23 maart 2018, Plantentuin Meise[9]
- AMPEE 3, 5 februari 2016, Universiteit Gent
- AMPEE 2, 14 november 2014, Université catholique de Louvain
- AMPEE 1, 30 november 2012, Plantentuin Meise
- Young Botanist Day 2011, 2 December 2011, KU Leuven
- Young Botanist Day 2010, 19 November 2010, Plantentuin Meise
- Young Botanist Day 2009, 24–25 October 2009, Université Libre de Bruxelles

## Publicaties
In 1862, het oprichtingsjaar van de vereniging, begon de KBBV met de uitgave van de Bulletins, een tijdschrift voor haar leden. De titel van het tijdschrift werd in de loop der jaren meerdere keren gewijzigd.
- Volumes 1–5 (1862–1866): Bulletins de la Société royale de Botanique de Belgique
- Volumes 6–113 (1867–1980): Bulletin de la Société royale de Botanique de Belgique
- Volumes 114–122 (1981–1989): Bulletin de la Société royale de Botanique de Belgique / Bulletin van de Koninklijke Belgische Botanische Vereniging
- Volumes 123–142 (1990–2009): Belgian Journal of Botany
- Volumes 143– (2010–): Plant Ecology and Evolution

In 2024 werd de KBBV de uitgever van het tijdschrift Journal of Pollination Ecology.

## Voorzitters
- 1862–1878: Barthélémy Du Mortier (1797–1878)
- ?–2008: Elmar Robbrecht [fr] (1946–), Plantentuin Meise
- 2009–: Ludwig Triest [fr] (1957–), Vrije Universiteit Brussel